# Mentodus bythios
Mentodus bythios är en fiskart som först beskrevs av Matsui och Rosenblatt, 1987.  Mentodus bythios ingår i släktet Mentodus och familjen Platytroctidae. Inga underarter finns listade i Catalogue of Life.